# Абель Антон
Абель Антон Родріго (ісп. Abel Antón Rodrigo; нар. 24 жовтня 1962) — іспанський легкоатлет, який спеціалізувався в бігу на довгі дистанції та марафонському бігу.

## Спортивні досягнення
Учасник чотирьох Олімпіад (1988—2000). На своїй першій Олімпіаді (1988) брав участь у змаганнях з бігу на 5000 метрів, у яких зупинився на півфінальній стадії. Олімпійський фіналіст з бігу на 5000 метрів (8-е місце у 1992) та на 10000 метрів (13-й у 1996). Посів 53-е місце у марафонському бігові на Іграх-2000.
Дворазовий чемпіон світу з марафонського бігу (1997, 1999). Тричі виступав у фінальних забігах на 5000 метрів на інших чемпіонатах світу — двічі був 11-м (1991, 1993) та посів 14-е місце у 1987.
Ставав тричі бронзовим призером чемпіонатів світу з кросу в командному заліку (1990, 1991, 1995). Взявши участь у восьми чемпіонатах світу з кросу, в індивідуальному заліку найкращим його результатом стало 17-е місце у юніорському забігу (1981) та 38-е місце у дорослому забігові (1990).
Переможець Берлінського марафону (1996). Переможець (1998) та бронзовий призер (1999) Лондонського марафону. Переможець марафону в Кьонджу (1997).
Чемпіон Європи з бігу на 10000 метрів та бронзовий призер чемпіонату Європи з бігу на 5000 метрів (обидва — 1994). Фіналіст (11-е місце) з бігу на 5000 метрів на чемпіонаті Європи-1990.
Срібний призер чемпіонату Європи в приміщенні з бігу на 3000 метрів (1989).
Переможець забігу на 10000 метрів на Кубку Європи-1987. Бронзовий призер з бігу на 5000 метрів на Кубку Європи-1993.

## Визнання
- Премія принцеси Астурійської (1997)